# Gigantoscelus molengraafi
 Gigantoscelus molengraafi es la única especie conocida del género dudoso Gigantoscelus (“gr. “pierna larga””)  de dinosaurio prosaurópodo plateosáurido que vivió a principios del período Jurásico, hace aproximadamente 200 millones de años en el Hettangiense, en lo que es hoy África. Solo conocido por un fémur parcial de gran tamaño, de ahí su nombre, encontrado en la arenisca de Bushveld, en Transvaal, Sudáfrica y descrito por Hoepen van en 1916 que lo llamó  Gigantoscelus molengraafi. Más tarde fue sinonimizado con Euskelosaurus por van Heerden en 1979, pero posteriormente fue tratado como un nomen dubium en la 2ª edición de Dinosauria. El horizonte del tipo de Gigantoscelus, la formación de arenisca de Bushveld, se pensaba que era Triásico tardío, pero ahora se considera Jurásico temprano, Hettangiense al Sinemuriense en edad.